# Guayamouc
De Guayamouc is een rivier in Haïti met een lengte van 113 kilometer. De rivier ontspringt in het Massif du Nord, en stroomt daarna in zuidoostelijke richting. Zijrivieren zijn de Bouyaha en de Canot. De Guayamouc stroomt over het Plateau Central, en is een belangrijke reden dat dit een vruchtbare vlakte is. De rivier komt hierbij door de plaats Hinche. Dicht bij de grens met de Dominicaanse Republiek komt de Guayamouc uit in de Artibonite.
De naam Guayamouc komt uit de taal van de Taíno. Het voorvoegsel gua- betekent "rivier" in veel inheemse talen in dit gebied.